# 北海道道261号置戸福野北見線

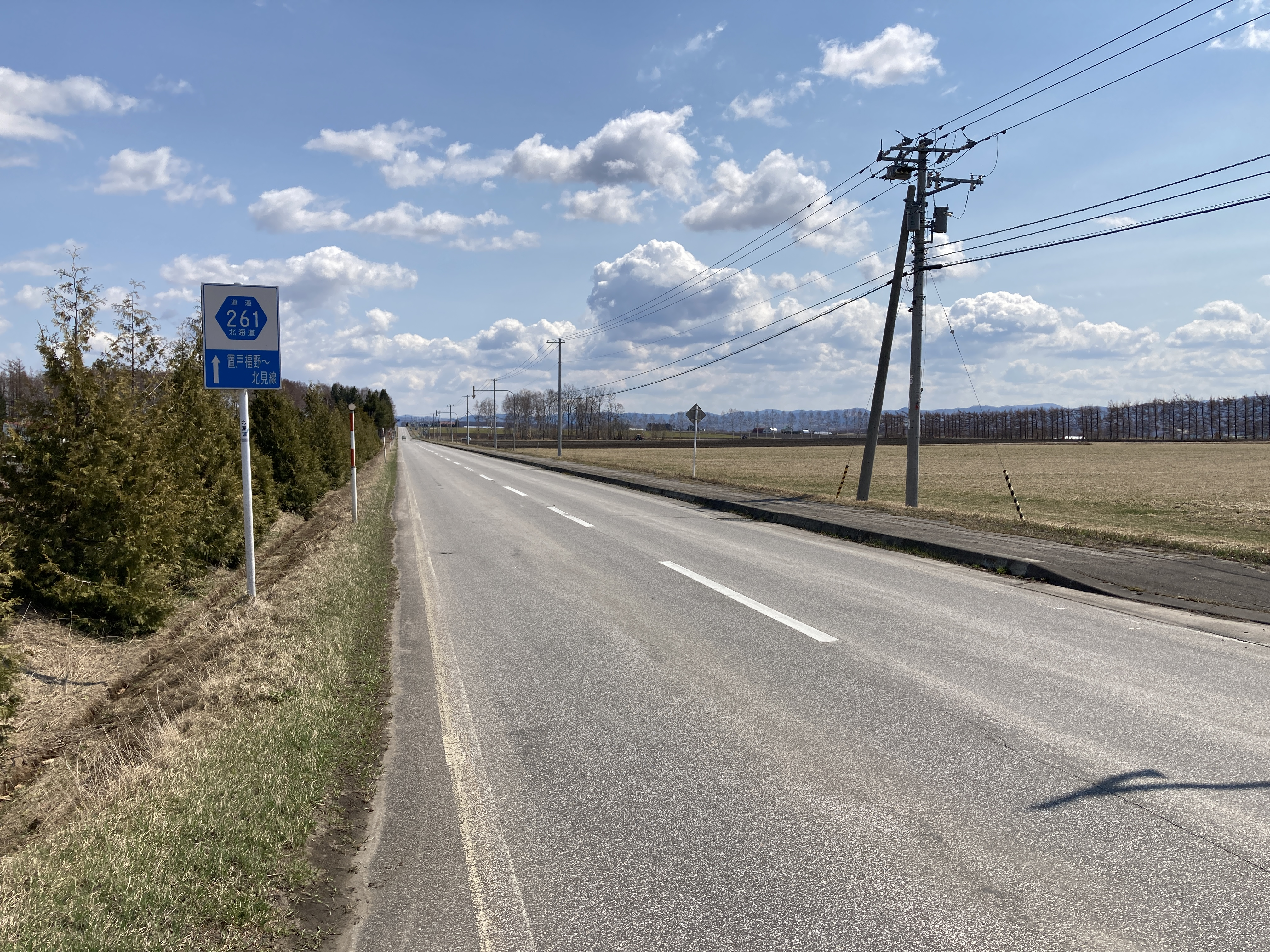
訓子府町高園（2022年4月）

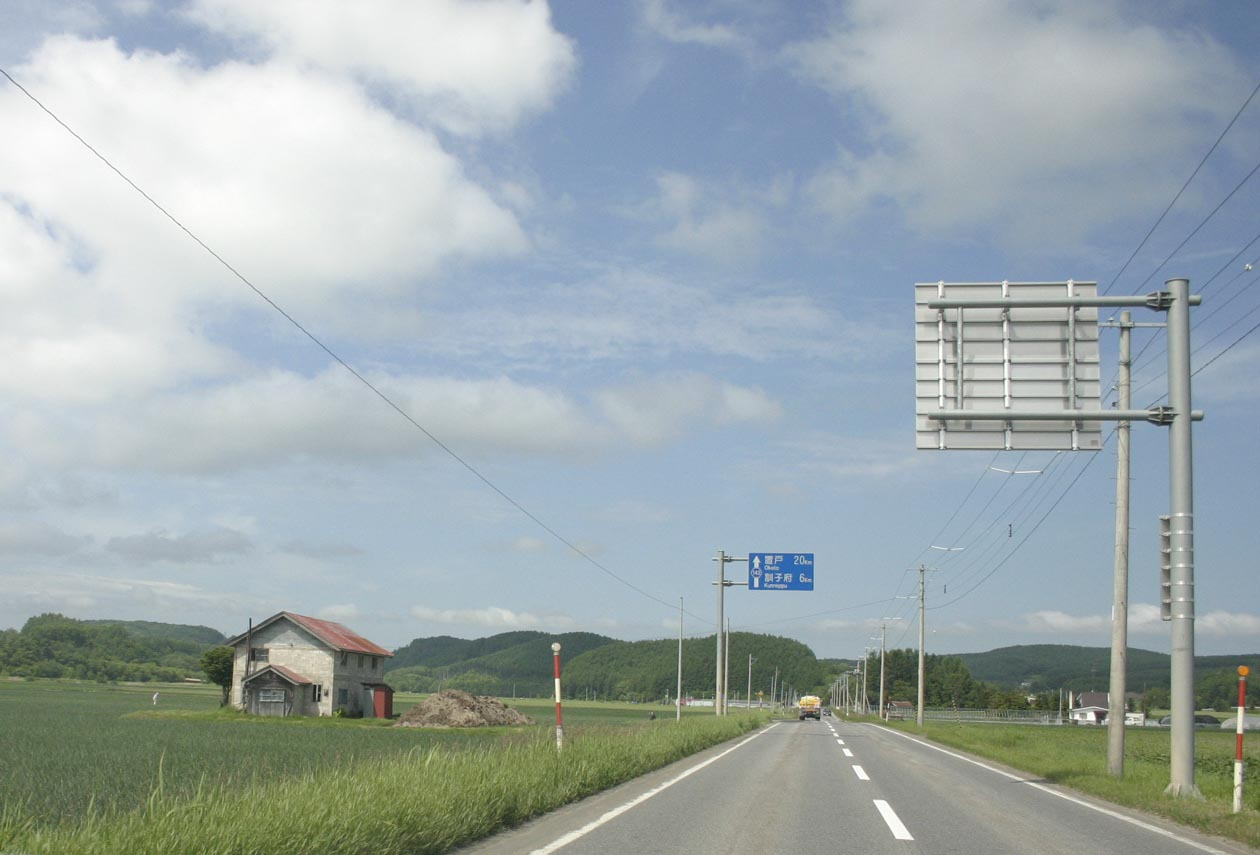
訓子府町弥生・道道143号との重複区間（2008年6月）

北海道道261号置戸福野北見線（ほっかいどうどう261ごう おけとふくのきたみせん）は、北海道常呂郡置戸町と北見市を結ぶ一般道道（北海道道）である。

## 概要

### 路線データ
- 起点：北海道常呂郡置戸町字雄勝（国道242号交点）
- 終点：北海道北見市常盤町1丁目（国道39号交点）
- 路線延長：23.8 km（総延長）

## 歴史
- 1957年（昭和32年）3月30日 - 181号として路線認定[1]。
- 1994年（平成6年）10月1日 - 路線番号を261号に変更[2]。

## 路線状況

### 重複区間
- 訓子府町字高園 - 訓子府町字福野（北海道道143号北見白糠線）
- 北見市豊地 - 北見市豊地（北海道道943号北見環状線）

### 道路施設
主な橋梁
- 寿橋（訓子府川）＝訓子府町字弥生（道道143号重複区間）
- 常盤橋（無加川＝常呂川支流）＝北見市光葉町-北見市常盤町6丁目

## 地理

### 通過する自治体
- オホーツク総合振興局
  - 常呂郡
    - 置戸町
    - 訓子府町

  - 北見市

### 交差する道路
置戸町
- 国道242号 - 雄勝（起点）

訓子府町
- 北海道道143号北見白糠線 - 高園、福野（重複）

北見市
- 北海道道943号北見環状線 - 豊地（重複）
- 十勝オホーツク自動車道（北見道路）北見西IC - 北上
- 北海道道27号北見津別線 - 錦町
- 国道39号 - 常盤町1丁目（終点）

### 沿線にある施設など
訓子府町
- ホクレン訓子府実証農場 - 駒里
- 北海道立総合研究機構北見農業試験場 - 弥生

北見市
- 北見市立豊地小学校 - 豊地285-1
- 北見工業団地 - 豊地
- 北見市立北光中学校 -北光328-12
- 北見信用金庫北光支店 - 北光206-4
- 北見市立北光小学校 - 錦町181-3
- 北見花園簡易郵便局 - 花園町34-32
- 北見常盤郵便局 - 常盤町4丁目1-16
- 北見市民会館 - 常盤町2丁目1-10